# Michèle Bolli
 (janvier 2019).
Si vous disposez d'ouvrages ou d'articles de référence ou si vous connaissez des sites web de qualité traitant du thème abordé ici, merci de compléter l'article en donnant les références utiles à sa vérifiabilité et en les liant à la section « Notes et références ».
 (avril 2021).
Michèle Bolli (-Voélin), née à Porrentruy (Jura), est une théologienne et écrivaine suisse habitant Lausanne.

## Biographie
Michèle Bolli (-Voélin), née dans le canton du Jura à Porrentruy, vit à Lausanne depuis 1968 où elle a fondé une famille. Elle a notamment travaillé durant plusieurs années dans l’enseignement théologique donné dans le cadre du Séminaire de culture théologique. Après un premier cycle d'études en pédagogie et psychologie à l'Université de Genève, qui s'est conclu par un travail de licence portant sur le féminin et l'écriture, elle s'est spécialisée dans l’étude du langage et des traditions sapientiales en théologie, en obtenant un Doctorat à l'Université de Lausanne, portant sur la représentation de la Sagesse de Dieu dans le monde vétérotestamentaire ainsi qu'en théologie contemporaine. Elle a ensuite travaillé dans la formation et l'enseignement ainsi que dans l'accompagnement spirituel. Elle est également l’auteure de plusieurs articles et de recueils de poèmes. Elle a participé à plusieurs reprises, à la documentation de l'Histoire des Femmes, en particulier en Christianisme. Elle s'intéresse depuis longtemps aux expressions de la culture contemporaine (cinéma, arts plastiques, etc.).

## Publications
Voir aussi le site personnel : https://www.sites.google.com/site/lisiere2

### Psychologie et développement personnel
- L'être humain au féminin, recueil de textes publiés au fil du temps, Puurs, Be, 2023.1https://sites.google.com/site/lisiere2/home/histoire-des-femmes/
- Une histoire faufilée de lumière, Une séquence autobiographique, Puurs, Be, 2019.https://sites.google.com/site/lisiere2/home/courte-bio/une-histoire-faufil
- Le deuil partagé, écrit avec Martine Ruchat. Roman épistolaire portant sur la reconstruction après un deuil, Du Tricorne, Genève, 2012[2],[3] (ISBN 978-2-940450008), L'Harmattan, Paris.https://sites.google.com/site/lisiere2/home/des-chants-dans-la-nuit
- "Violence, filiations, justice", Ex.2,15ss. Article pour Le Congrès International de l'AIEMPR (Association Internationale d'Etudes Médico-psychologiques et Religieuses), Strasbourg, 2006. https://www.aiempr.net
- Boîtes à surprises. https://sites.google.com/site/lisiere2/home/publications/apres-2000/bo%C3%AEtes-%C3%A0-surprises

### Esthétique et écriture
- " Impalpable dynamisme" (tr Unfassbare Dynamik) (catalogue de BexArt : ensemble de sculptures et textes sur le thème de l’énergie, C. Bolle ed.) 2017.
- "Envisager l’éternité ?", (Visitant l’ensemble architectural des temples d’Angkor).
- Carte postale d’Abyssinie  (Devant certains paysages du Tigré, en Éthiopie).
- "Le symbole chrétien de la croix aux prises avec la culture multimédiatisé", Colloque de l'AIEMPR (Association internationale d'études médico-psychologiques et religieuses), 2014.
- "Transparence enluminée", Catherine Bolle, Points perdus cardinaux, La Baconnière-Arts, Genève, 2007[2] (ISBN 978-2-915306-22-4).
- "De chair et de rêve : des femmes font signes pour les cinéastes du Sud, Zhang Yimou et Eliseo Subiela", Hors-Champ, 5, 2000, UNIL. Section cinéma.
- Désirs d'être, Cinéma et différences culturelles, Lausanne, 2000[2]. Cahier réalisé à partir du Festival international de films de Fribourg.

### Poésie et littérature
- Défier la nuit. Ecrire : créer, devenir. Essai littéraire. 2024.
- "Encore ton cinéma !", Le Persil, Revue littéraire, Lausanne, 2021.
- Dix fragments d'un passage, Fragments littéraires à l'articulation de l'histoire des femmes et du devenir personnel, Puurs, Be, 2014[2]  (ISBN 978-2-889170111).
- Sur les traces d'une petite croqueuse, R. Tessera, Montréal, Qc., Misogynie/Misogyny, vol. 36, automne 2004, 55-56.
- Poèmes de l'être présent et du devenir
- Retailles, poèmes, 2010  (ISBN 978-1-61627-7741).
- Îliennes ( voir rubrique 'Esthétique) https://sites.google.com/site/lisiere2/home/poesie/iliennes
- Poèmes et proses poétiques du voyage et de la rencontre
- Bigarrures et lumière grisée, Parcours en Inde du nord, Puurs, Be, 2017[2]. https://sites.google.com/site/lisiere2/home/poesie/bigarrures-et-lumire-grise
- Trois cafés au Tigré. Et d'autres lieux, Parcours en Éthiopie et en Afrique du Sud, Puurs, Be, 2015[2] (ISBN 978-2-8399-1917-3).https://sites.google.com/site/lisiere2/home/poesie/trois-cafs-au-tigré
- Brèves d'Arménie, Parcours en Arménie, Puurs, Be, 2013[2].https://sites.google.com/site/lisiere2/home/poesie/brves-darmnie
- Laisses, c.a., Parcours en Chine, à Thira, en Israël, 1998[2]. https://sites.google.com/site/lisiere2/home/poesie/laisses
- Poèmes de la poétique priée
- Les quatre veilles de Judith, poèmes, Bookapp, 2012. https://sites.google.com/site/lisiere2/home/poesie/les-4-veilles-de-judith
- Traverse la nuit océane, c.a., 1995[2]https://sites.google.com/site/lisiere2/home/poesie/traverse-la-nuit-ocane-et-deux-autres
- Par les persiennes, Labor et Fides, Genève, 1985[2].
- Déploie tes densités, Labor et Fides, Genève, 1982[2].

### Publications et interventions en Théologie
- Itinéraires. Biographies de femmes professeures et chercheurs européennes et américaines dont les œuvres furent utiles aux travaux des théologiennes.
- Unicité et diversité. A propos du nom propre.
- Où Christianisme et genre se côtoient. https://sites.google.com/site/lisiere2/home/theologie-et-cultures/o%C3%B9-christianisme-et-genre
- Féminités en Théologie, Puurs, Recueil d'articles publiés au fil du temps, 2023.
- Christ voilé/dévoilé, Puurs, Be, 2022.
- "À propos de Marie de Magdala", La Bible et les Femmes. Revue La Vie, numéro hors série, Thème : Histoire, Paris, 2020.
- Femmes de la Bible, Histoires d'avenir, Cabédita, 2018[4] (ISBN 978-2-88295-812-9).https://sites.google.com/site/lisiere2/home/bible-femmes-genre
- L'humain entre résistance et dépassement, Entretiens avec le Pr. Pierre Gisel, Le Mont-sur-Lausanne, Ouverture, 2017[2],[5]. (ISBN 978-2-88413-358-6).https://sites.google.com/site/lisiere2/home/theologie/p-g/l-humain-entre-resistance-et-depassement
- Approches de la Sagesse de Dieu. Vol. I, II,1990 (ISBN 978-2-88917-0050) Thèse de doctorat ; Vol. III, 2014  (ISBN 978-2-88917-0135).
- Une espérance créative, à propos d'un ministère d'accompagnement auprès des enfants et des ados placés, 2012 (ISBN 978-2-88917-0098). https://sites.google.com/site/lisiere2/home/theologie/pratiques/
- Des chants dans la nuit, Bref parcours en poétique biblique, Puurs, Be, 2012,  (ISBN 978-2- 889170081).https://sites.google.com/site/lisiere2/home/des-chants-dans-la-nuit
- Quatre femmes de la Bible éclairent le présent. Conférence pour l'Association Ouverture sur le monde, Morges, 2012.
- "Gleiche Rechte und gleiche Moral: Émilie de Morsier", Doris Brodbeck (dir.), Dem Schweigen entronnen. Religiöse Zeugnisse von Frauen des 16.bis 19, Jahrhunderts, Religion & Kultur V., Würzburg/Markt Zell, 2006  (ISBN 3-933891-17-5).
- "Dire et signifier la différence : dégager un espace pour vivre", Colloque Interfacultaire ERIE : Égalité et/ou différence, avec Luce Irigaray, UNIL, 1999.
- « Le geste et le chant d'une prophétesse ». Chapitre de : Luce Irigaray ed., Le souffle des femmes, ACGF, Paris, 1996  (ISBN 2-901947-37-9), Traduit en italien, en allemand, en anglais, en espagnol.
- "Les arborescences féminines du courage d'être selon P. Tillich". Colloque P. Tillich.1995.
- "Quand la lumière subvertit la nuit". A propos de la communauté spirituelle dans la perspective de P. Tillich, 1995.
- "Figures de la mémoire dans une écriture", à partir de l'œuvre de G. Macé et de P. Tillich, Actes du Colloque Paul Tillich - Art et Religion - Montpellier, 1993.
- "Esthétique du mouvement et révélation", site de l'AFPT.1993.
- "La poétique priée comme expression de l'espérance chrétienne".Foi et Vie, Janvier 1995.
- (it) "Nel cuore dell'antico Medio Oriente l'opposizione fra Yavhe e Astarte rivela un conflitto tra due madri ?", Revue Inchiesta, 1989, p. 54-59.
- "La femme mise à distance pour la mort ou pour la vie ?", Femme - Sang - Vie. Femmes sans vie ?, Revue Bulletin du Centre Protestant d'Études de Genève, Groupe IBSO, 1987.
- "L'autre dans la dogmatique : une incontournable figure ?" 5. Revue d'Histoire et de Philosophie Religieuse, Strasbourg, avril-juin, 2, 1984.